# Mikerobenics
Mikerobenics war ein Techno-Projekt aus Stuttgart der Produzenten Mike S. und Ben E. Mettin.

## Geschichte
Mikerobenics ist das Nachfolgeprojekt von Cybordelics. Der Name setzt sich zusammen aus den Namen der Produzenten Mike S. und Ben E. Mettin.
Im September 1994 erschien ihre Debütsingle Diadora / Julika auf dem Label Harthouse in Frankfurt. Julika wurde im Comes too late Mix ihre erfolgreichste Single. Nach dem Konkurs von Harthouse veröffentlichten sie ihre erste LP auf dem eigenen Label Suspect Records. 1996 wechselten sie zu dem Label Under Cover Music, wo sie mit zahlreichen Veröffentlichungen auf dem Sublabel Global Ambition bis 1997 erfolgreich waren.

## Diskografie (Auswahl)

### Alben
- 1995: Fooled by Dr. Cycle & Mrs. All (Suspect)
- 1996: Das Was und das Wie (Global Ambition)

### Singles und EPs
- 1994: Diadora (Harthouse)
- 1994: Julika (Harthouse)
- 1995: Julika Remixe ’95 (Mindstar/Musicman)
- 1996: Replika (Global Ambition)
- 1996: Replika Remixe (Global Ambition)
- 1996: Julika Remixe ’96 (Mindstar/Musicman)
- 1996: The Return of Julika (Pull the Strings)
- 1996: The Cat and the Cannary (Global Ambition)
- 1996: Schattenmund (Global Ambition)
- 1996: Schattenmund Remixe (Global Ambition)
- 1997: Die Weissagung / Prediction (Global Ambition)
- 1997: Der Hexenritt / Witch Ride (Global Ambition)
- 2018: Julika 2018, Part 1 (Blufin)
- 2018: Julika 2018, Part 2 (Blufin)
- 2018: Julika 2018, Part 3 (Blufin)
- 2018: Julika 2018, Part 4 (Blufin)

### Remixe
- 1994: DJ Khetama – Fremde Welten (Time unltd.)
- 1995: Marco Zaffarano – Hippodrama (MFS)